# Famille Le Bas
Pour les articles homonymes, voir Le Bas.
Cette page explique l’histoire ou répertorie les différents membres de la famille Le Bas.
La famille Le Bas est une famille originaire de Bouvigny-Boyeffles, commune située dans le département du Pas-de-Calais et dont plusieurs membres se sont illustrés, notamment en politique.

## Origine géographique
Originaire de Saulty, la famille Le Bas s'est établie à Bouvigny-Boyeffles au début du XVIIe siècle.

## Descendance connue
Les actes de la paroisse de Bouvigny-Boyeffles permettent de remonter à Ghislain Le Bas, né en 1624,.
- Ghislain Le Bas, boucher et cuisinier, épouse Anne Sellier (née en 1622 et morte à Bouvigny-Boyeffles le 2 mai 1692) et meurt à Bouvigny-Boyeffles le 25 février 1690. De cette union, naît un fils.
  - Pierre Le Bas, né à Bouvigny-Boyeffles en 1652. Boucher et manœuvrier, il épouse Marie de Busnes (née en 1652, morte à Bouvigny-Boyeffles le 12 juin 1710). Il meurt à Bouvigny-Boyeffles le 16 juillet 1692. De cette union, naissent sept enfants à Bouvigny-Boyeffles, dont :
    - Jean François Le Bas le 6 novembre 1691. Il épouse Marie Anne Joseph Bernadine Dieu, née le 13 juin 1699 à Bouvigny-Boyeffles et morte le 29 février 1768 à Bouvigny-Boyeffles. De cette union, naissent trois enfants à Bouvigny-Boyeffles dont :
      - Ange François Le Bas.

## Ange François Le Bas
Ange François Le Bas naît le 2 août 1723 à Bouvigny-Boyeffles. Le 14 octobre 1755 à Frévent, paroisse Saint-Hilaire, il épouse Marie Antoinette Guillaine Augustine Joseph Hémery. Née à Frévent où elle mourra le 19 juillet 1789, paroisse Saint-Vaast, elle est la fille d'Antoine Hemery, intendant des affaires du prince de Rache et d'Antoinette de Moncheaux.
Ange François le Bas sera « Bailli de la Châtellenie de Frévent et de Cercamps », intendant de Mgr de Berghes, prince de Rache. Il administrera longtemps les biens de la famille de Bergues qui possédait de grandes propriétés en Artois.
- Ange François le Bas. De son mariage avec Marie Antoinette Guillaine Augustine Joseph Hémery, naissent seize enfants à Frévent dont :
  - 3) Caroline Charlotte Joseph Le Bas, née le 15 février 1759. Elle épouse le 27 avril 1790 François Joseph Balthaza Roode, marchand à Frévent.
  - 5) Guillaine Françoise Florence Joseph Lebas, née le 4 octobre 1761 à Frévent. Le 18 octobre 1779, en la paroisse Saint-Vaast de Frévent, elle épouse Antoine Firmin Nicolas Mimerel, né à Amiens le 12 novembre 1750. De cette union, naissent neuf enfants et une descendance de personnalités qui s'illustreront dans le monde politique, juridique et technique.
    - Auguste Mimerel, homme politique.
    - Antoine Mimerel marié à Stéphanie Durand
      - Henry Mimerel marié à Gabrielle de Beauquesne.
        - Germaine Mimerel mariée à Léon Grégoire, général de division durant la Première Guerre mondiale.

  - 6) Augustine Madeleine Joseph Le Bas, née le 10 avril 1763. Elle épouse le 19 janvier 1794Louis Jean Baptiste Prévost, avocat à Montreuil (Pas-de-Calais).
  - 7) le conventionnel Philippe-François-Joseph Le Bas, né le 4 novembre 1764. Il épouse Élisabeth Duplay. De cette union naît un fils unique :
    - Philippe Le Bas, helléniste, épigraphiste, archéologue et traducteur. Précepteur de Louis-Napoléon Bonaparte jusqu'en 1827, il est ensuite directeur de la bibliothèque de la Sorbonne de 1844 à 1860.
      - Clémence Grujon-Le Bas mariée à Eugène Danzon.
        - Philippe Dauzon (1860-1918), homme politique, député du Lot-et-Garonne.

      - Léon Le Bas marié à X. Prévost.
        - Élisabeth Le Bas mariée à Paul Coutant, auteur — sous le pseudonyme Stéphane-Pol — d'un livre sur le conventionnel Le Bas[7].

  - 8) Augustin François Joseph Le Bas, né le 25 juin 1766. Capitaine au 21e chasseurs le 14 août 1793, adjudant-chef d'escadron à l'armée du Nord le 28 janvier 1794, adjudant-général chef de brigade à l'armée de Sambre-et-Meuse le 29 avril 1794, il est arrêté en fructidor an II comme frère de Philippe-François-Joseph Le Bas, puis relâché au bout de 56 jours de cachot, mais sans réintégration[8].
  - 9) Charles Louis Joseph Le Bas, né le 27 mars 1772Il épouse à Paris le 20 nivôse an VII (9 janvier 1798) Élisabeth Le Bas, veuve de Philippe-François-Joseph Le Bas[9], avec laquelle il a deux enfants. Commissaire général à Lorient, il meurt en 1829[10]. :
    - Charles Le Bas, nommé bibliothécaire à la bibliothèque de la Sorbonne le 1er janvier 1847 grâce à son demi-frère[11]
    - Caroline Le Bas.

  - 12) Armande Henriette Joseph Le Bas, née le 8 octobre 1774Fiancée à Louis Antoine de Saint-Just, elle épousera Claude Cattant.
    - Éléonore Cattant mariée à Adolphe Régnier (1804-1884), professeur au Collège de France, précepteur du Comte de Paris en 1843, membre élu en 1855 de l'Institut (Académie des inscriptions et belles-lettres)[12],[13].
      - Adolphe Régnier (1834-1875), nommé à la bibliothèque de l'Institut en 1872, spécialiste de la littérature française classique[14]

    - Henriette Cattant (Beauvais 1803 -) épouse Abdon Jean René Mage (1799), directeur de l'école secondaire privée, 50 rue Notre-Dame-des-Champs à Paris.
      - Abdon Eugène Mage (1837-1869), explorateur[15]. Il épouse le 11 décembre 1862 dans le 6e arrondissement de Paris Henriette Charlotte Léonie Peysson (1843-1892)[16]
      - Augustine Mage mariée à X. Gouret.
        - Berthe Gouret mariée à Charles Mazeau, premier président de la Cour de cassation de 1890 à 1900.

## Hommages
- Une « avenue Philippe Le Bas » existe à Frévent.

## Pour approfondir